# Kronomyia
Kronomyia is een muggengeslacht uit de familie van de galmuggen (Cecidomyiidae).

## Soorten
- K. ovalis (Mamaev, 1964)
- K. pilosa (Mamaev, 1964)
- K. populi Felt, 1911